# Chãs d'Égua

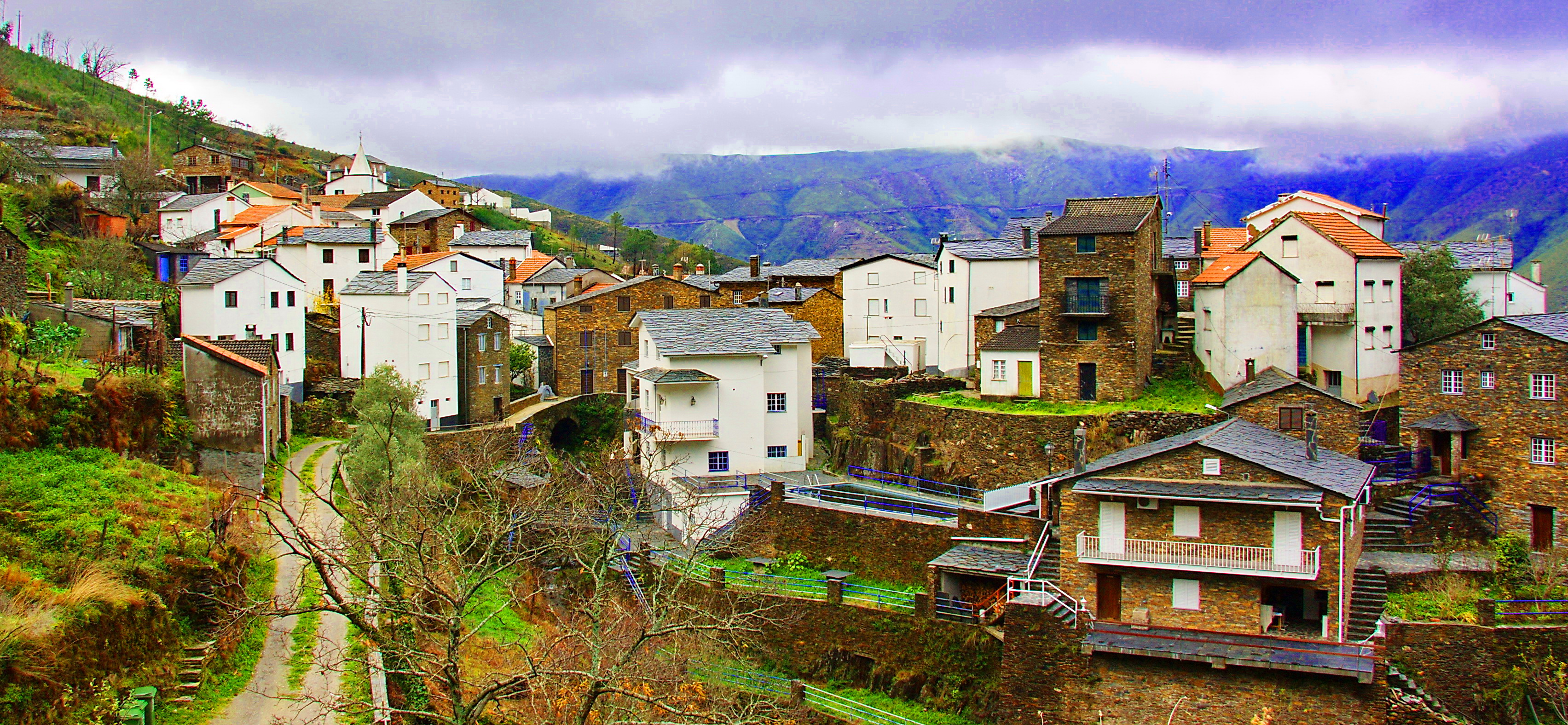
Panorâmica sobre a Aldeia de Xisto de Chãs d´Egua

A aldeia de Chãs d’Égua pertence à freguesia do Piódão, concelho de Arganil, que curiosamente é a freguesia com maior dimensão, mas no entanto, a menos povoada.
Mais em baixo encontra-se localizada a localidade de Foz d'Égua conhecida pela sua praia fluvial.

## História
A fundação desta desta aldeia remontará entre 700 a 1000 anos a.C em que a localização dos povoados ao longo do vale tinha como objectivo conseguirem comunicar gritando uns aos outros, sendo útil para se socorrerem em caso de perigo.
Conhecidas na zona, cinco dezenas de pinturas rupestres do Neolítico e da Idade do Bronze foram descobertas na zona da aldeia de Chãs d’Égua.